# Saint-Mamert
Saint-Mamert ist eine Commune déléguée in der französischen Gemeinde Deux-Grosnes mit 74 Einwohnern (Stand 1. Januar 2022) im Département Rhône in der Region Auvergne-Rhône-Alpes. 

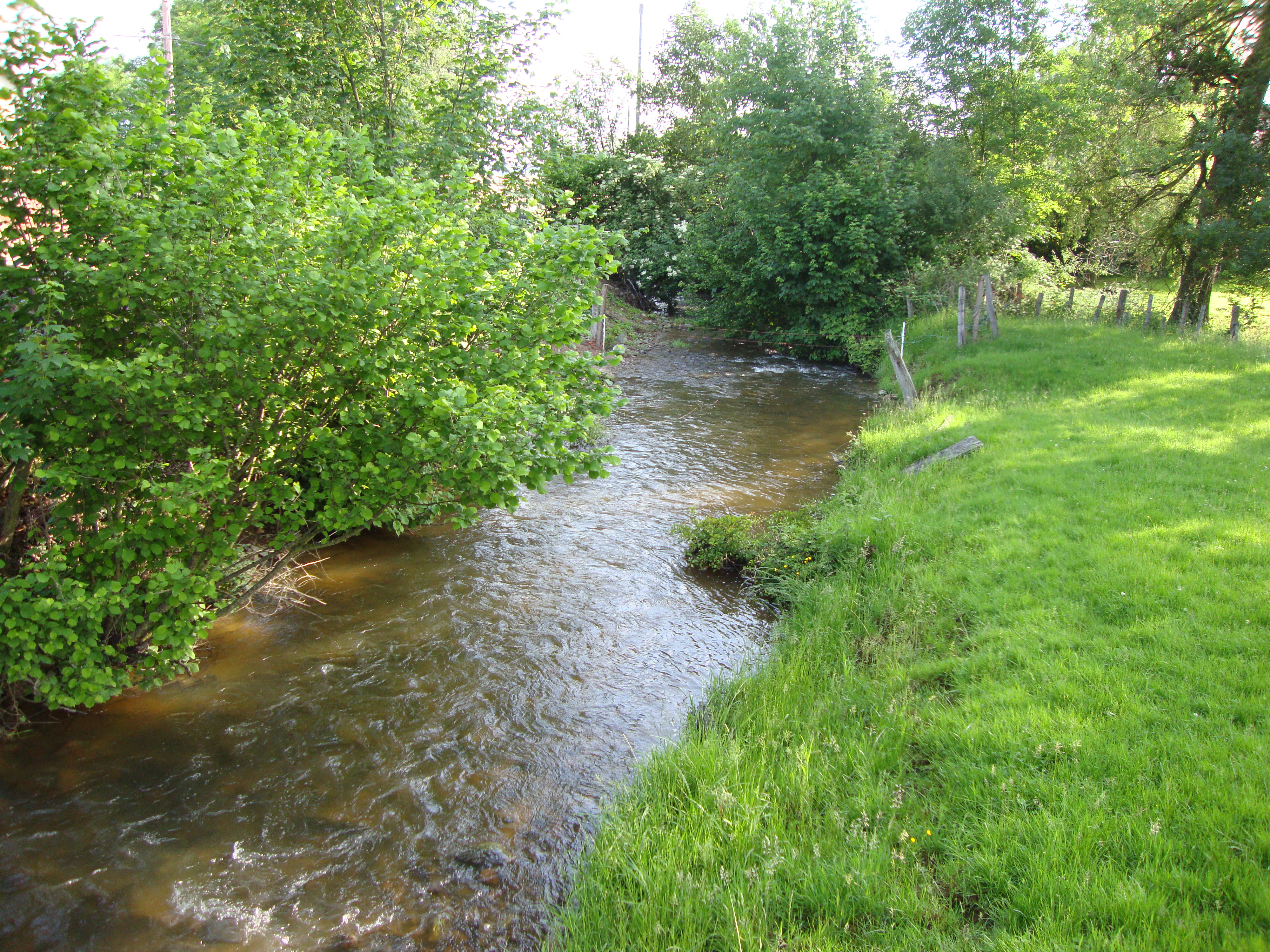
Die Grosne bei Saint-Mamert

Die Gemeinde Saint-Mamert wurde am 1. Januar 2019 mit Avenas, Monsols, Ouroux, Saint-Christophe, Saint-Jacques-des-Arrêts und Trades zur Commune nouvelle Deux-Grosnes zusammengeschlossen. Sie hat seither den Status einer Commune déléguée. Die Gemeinde Saint-Mamert gehörte zum Département Rhône im Arrondissement Villefranche-sur-Saône. Sie grenzte im Westen an Saint-Christophe, im Norden an Trades, im Osten an Saint-Jacques-des-Arrêts und im Süden an Ouroux.

## Bevölkerungsentwicklung
| Jahr      | 1962 | 1968 | 1975 | 1982 | 1990 | 1999 | 2008 | 2013 |
| --------- | ---- | ---- | ---- | ---- | ---- | ---- | ---- | ---- |
| Einwohner | 85   | 74   | 73   | 69   | 60   | 59   | 63   | 65   |

## Sehenswürdigkeiten
- Klosterkirche